# Mintonia ramipalpis
Mintonia ramipalpis är en spindelart som först beskrevs av Tord Tamerlan Teodor Thorell 1890.  Mintonia ramipalpis ingår i släktet Mintonia och familjen hoppspindlar. Inga underarter finns listade i Catalogue of Life.